# Кунгер
Кунге́р (тат. Күңгәр, Küñgär) — село в Атнинском районе Республики Татарстан, административный центр Кунгерского сельского поселения.

## География
Расположено на реке Шаши, в 12 км к северу от села Большая Атня.

## История
Известно с 1678 года.
В XVIII — первой половине XIX века жители относились к сословию государственных крестьян. Основные занятия жителей в этот период — земледелие и скотоводство.
По сведениям переписи 1897 года, в деревне Кунер-Пинер (Кунгар) Царёвококшайского уезда Казанской губернии проживали 715 человек (335 мужчин, 380 женщин), из них 709 мусульман.
В начале XX века в селе действовали 2 мечети, 2 мелочные лавки. В этот период земельный надел сельской общины составлял 2108 десятин (совместно с земельными угодьями деревни Шаши Починок).
До 1920 года село входило в Кшкловскую волость Царёвококшайского (с 1919 — Краснококшайский) уезда Казанской губернии. С 1920 года в составе Арского кантона ТАССР. С 10 августа 1930 года в Тукаевском, с 25 марта 1938 года в Атнинском, с 12 октября 1959 года в Тукаевском, с 1 февраля 1963 года в Арском, с 25 октября 1990 года в Атнинском районах.
С 1930 года в селе действовали колхозы, с 2003 — сельскохозяйственный производственный кооператив.

## Население
| 1782 | 1859 | 1897 | 1908 | 1920 | 1926 | 1938 | 1949 | 1958 | 1970 | 1979 | 1989 | 2002 | 2010 | 2015 |
| ---- | ---- | ---- | ---- | ---- | ---- | ---- | ---- | ---- | ---- | ---- | ---- | ---- | ---- | ---- |
| 110  | 724  | 715  | 865  | 843  | 859  | 928  | 458  | 394  | 388  | 346  | 271  | 278  | 281  | 266  |

Национальный состав
Национальный состав села — татары.
Согласно результатам переписи 2002 года, в национальной структуре населения села татары составляли 100% из 278 человек.

## Экономика
Жители работают в сельскохозяйственном производственном кооперативе «Кунгер», занимаются полеводством и овцеводством.

## Инфраструктура
В селе действуют средняя школа (с 1966 г.), дом культуры, библиотека.

## Религия
Мечеть (с 2012 г.).